# ファルカシュ・フェレンツ (軍人)

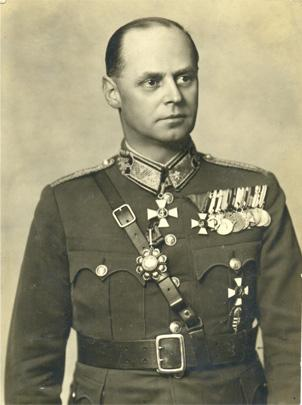
ファルカシュ・フェレンツ

ファルカシュ・フェレンツ（Farkas Ferenc、ヴィテーズ・キシュバルナキ・ファルカシュ・フェレンツ、Vitéz Kisbarnaki Farkas Ferenc、1892年5月27日 - 1980年4月14日）は、ハンガリーの軍人。大将。
第一次世界大戦に従軍し、終戦後、ハンガリー軍に入隊。
1935年から1938年、国防省の班長。1938年から1943年、聖リュドヴィク軍事アカデミー校長。1943年8月から1944年10月、第6軍団を指揮し、1944年、第1軍司令官を一時代行。
サーラシ・フェレンツ政権樹立後、1944年から1945年、旧軍人協会で高位ポストを得る。1945年、予備軍司令官。